# Nowaje Palessie (obwód homelski)
Nowaje Palessie (biał. Новае Палессе; ros. Новое Полесье, Nowoje Poleśje; hist. pol. Korosteń, biał. Каро́сцін, Karoscin; ros. Коростин, Korostin) – wieś na Białorusi, w obwodzie homelskim, w rejonie lelczyckim, w sielsowiecie Udarnaje.

## Warunki naturalne
Wieś położona jest wśród dużego kompleksu leśno-bagiennego, przy granicy Prypeckiego Parku Narodowego.

## Historia
W XIX i w początkach XX w. wieś położona była w Rosji, w guberni mińskiej, w powiecie mozyrskim.
Po I wojnie światowej pod administracją polską, w Zarządzie Cywilnym Ziem Wschodnich, w okręgu brzeskim, w powiecie mozyrskim.
W wyniku postanowień traktatu ryskiego znalazła się w granicach Związku Sowieckiego. Od 1991 w niepodległej Białorusi.